# 아시가수 시즌 4
《아시가수》 시즌 4는 2016년 중국에서 방송된 나는 가수다의 리메이크 프로그램이다. 황치열은 최종 3위를 기록했다.